# فلك الدين (همت أباد)
فلك الدین (بالفارسية: فلک‌الدین) هي مستوطنة تقع في إيران في قسم همت أباد الريفي. يقدر عدد سكانها بـ 2,453 نسمة .